# Mebyon Kernow
Mebyon Kernow (Synowie Kornwalii) – lewicowa partia polityczna w Wielkiej Brytanii. Celem partii jest osiągnięcie większej autonomii Kornwalii. Partia nie jest obecna w żadnej z izb parlamentu brytyjskiego. Posiada wybranych w 2009 r. reprezentantów w radzie Kornwalii powstałej po reformie administracyjnej hrabstwa.

## Historia
Partia została założona 6 stycznia 1951 podczas zebrania w Redruth. W założeniu miała m.in. bronić interesów Kornwalii, sprawować opiekę nad językiem kornijskim i literaturą, zachęcać do poznawania historii Kornwalii z kornwalijskiego punktu widzenia, uznawać celtyckość ziem hrabstwa. W r. 1953 partia uzyskała pierwsze miejsce w radzie lokalnej Redruth – Camborne. w r. 1975 członek partii James Wether wezwał do pełnej niepodległości i opuścił Mebyon Kernow, zakładając Cornish National Party.